# Jože Šebenik
Jože Šebenik, slovenski kolesar, * 9. marec 1937, Ljubljana, † 1. april 2009, Notranje Gorice.
Šebenik je leta 1961 osvojil drugo mesto na Dirki po Bolgariji in tudi na jugoslovanskem prvenstvu v cestni dirki, kjer je leta 1962 osvojil naslov državnega prvaka, tretje mesto na Dirki po Jugoslaviji in drugo na Dirki po Egiptu. Trikrat je nastopil na mednarodni Dirki miru in najboljšo skupno uvrstitev dosegel leta 1961, ko je zasedel 41. mesto.